# Наташа Бунтеска
Наташа Бунтеска (на македонска литературна норма: Наташа Бунтеска) е северномакедонска поетеса.

## Биография
Родена е в Скопие на 13 февруари 1973 година. Завършва Обща и сравнителна книжовност във Филологическия факултет „Блаже Конески“ на Скопския университет. Работи като журналистка във вестник „Време“. Членка е на дружеството Независими писатели на Македония.

## Творчество
Авторка е на 2 книги с поезия:
- Мали вечности (1998)
- Горниот град (2001)

Бунтеска е авторка на сценария на краткия художествен филм „Здивот ме врзува (со светот)“, който се снима в Индия в началото на 2001 година.